# 佩因頓 (密蘇里州)
佩因頓（英語：Painton）是位於美國密蘇里州斯托達德縣的非建制地區。

## 歷史
佩因頓的郵局自1918年營運至今。

## 地理
佩因頓所處的海拔為高於海平面98米（即322英呎），而該地所採用的時區為UTC-6，即北美中部時區（CST）。同時該地設有夏令時間，為UTC-6調快一小時，即UTC-5（CDT）。